# Emmanuel Sauvage de Brantes
Pour les articles homonymes, voir Brantes (homonymie) et Sauvage (homonymie).
Emmanuel Sauvage de Brantes, né à Neuilly-sur-Seine le 17 mars 1964, est un galeriste spécialisé dans l'art urbain, journaliste et chroniqueur culturel français, associé à la jet set.

## Biographie
Emmanuel Sauvage de Brantes est le fils de Guy Sauvage de Brantes, banquier, et de Marina Boissevain, présidente de CARE France (1989-2007). Il est le neveu d'Anne-Aymone Giscard d'Estaing (née Sauvage de Brantes) et l'un des descendants d'Amy Brown (1783-1876), épouse morganatique présumée de Charles-Ferdinand d'Artois, duc de Berry.  
En 2004 il participe en tant qu'invité à l'émission La Ferme Célébrités durant une semaine.  
Diplômé en droit, en sciences politiques et en information, à l'Institut français de presse, il a collaboré de 1988 à 2008 à de nombreux médias (Quotidien de Paris, Radio Nova, Vogue, France 2, France 3, Point de vue, TF1, Paris Première, RFM, RMC, Les Grosses Têtes sur RTL...). Il est coscénariste du film Jet Set et People de Fabien Onteniente, où il tient également des petits rôles. Il a servi de modèle au personnage du jet setteur incarné par Lambert Wilson puis par Rupert Everett.
Il est l'auteur, en 2005 d'un roman à clefs, Le spectacle de la société, publié chez Fayard.
Il anime alors des émissions sur Radio Nova dans le domaine culturel pluridisciplinaire lorsqu'il épouse, le 7 juillet 2006, Domoina Ranoro-Ramarozaka, dont il se sépare le 1er mars 2009 et dont il aura une fille. De 2007 à 2010, ils s'occupent d'une galerie d'art parisienne, le Studio 55 : Psyckoze, C215, Jef Aérosol, Thoma Vuille (Monsieur Chat), Babou, Sun7, Tanc, Jean Faucheur, Zevs. 
En 2010, il participe à l'émission Pékin Express : Duos de choc aux côtés d'Albert de Paname[réf. nécessaire].
Il est membre du conseil d'administration de l'association Action Innocence.
Il compare pendant l'élection présidentielle française de 2012, le style des candidats à celui des Men in Black.
En 2012, on le voit réapparaitre à l’écran dans la campagne publicitaire pour la chaine hôtelière Novotel.
Le 5 septembre 2014, il rejoint Cyril Hanouna dans son émission sur Europe 1[réf. nécessaire].
Il réside à la campagne, aux Hermites (Indre-et-Loire), depuis la fin des années 2010.

## Filmographie
- 2000 : Jet Set de Fabien Onteniente
- 2004 : People de Fabien Onteniente

## Publications
- 2000 : Les Pensées de Oscar Wilde, Cherche Midi  (ISBN 978-2862748337)
- 2005 : Le spectacle de la société, Fayard  (ISBN 978-2213622675)